# Andrea Mirò (album)
Andrea Mirò è un album discografico della cantautrice italiana Andrea Mirò pubblicato nel 2003.

## Tracce
1. Nessuno tocchi Caino
2. L'uomo di metallo
3. Io cambio
4. Le ali del soldato
5. Il treno
6. Stanza 24
7. Notte di Praga/La canzone del perdono
8. Un giudice
9. Romanzo popolare
10. Opinioni di un clown
11. La scelta di Silvia
12. Nairobi-Milano